# Paščipalci
Paščipalci ali psevdoškorpijoni (znanstveno ime Pseudoscorpiones) so red majhnih pajkovcev, v katerega uvrščamo okrog 3.300 danes živečih opisanih vrst. Ime so dobili po svoji nepopolni podobnosti ščipalcem - imajo namreč klešče podobno kot ščipalci, nimajo pa podaljšanega zadka z želom. Najstarejši fosil paščipalca datirajo v obdobje devona pred 380 milijoni let. Ima že vse značilnosti »sodobnih« paščipalcev, kar nakazuje, da so se razvili že zelo zgodaj po tistem, ko so živali poselile kopno. Zaradi majhne telesne velikosti in prikritega načina življenja so slabo raziskana skupina.

## Telesne značilnosti
V splošnem so drobne živali, praviloma manjše od enega centimetra, s sploščenim telesom. Na prvi pogled spominjajo na ščipalce, a so mnogo manjši in nimajo podaljšanega zadka z želom. Skelet glavoprsja (karapaks) je od zgoraj kvadratne oblike s po enim ali dvema očesoma na sprednjih vogalih. Nekateri paščipalci so tudi brez oči. Poleg oči nosi glavoprsje še štiri pare nog, škarje (helicere) in pipalke (pedipalpe). Klešče so razmeroma velike in lahko nosijo še več pomožnih struktur, ki sodelujejo pri parjenju. Pipalke, ki so prav tako škarjaste, so podobne škorpijonovim, posebnost paščipalcev je, da imajo na konicah izvodila strupnih žlez. Na škarjah so tudi čutilne dlake (trihobotriji).
Stik med glavoprsjem in zadkom je raven in širok, na zadnji strani pa je zadek zaokrožen. Na spodnji strani tretjega in četrtega člena zadka so odprtine (spirakli) sistema vzdušnic, s katerim paščipalci dihajo. Izločala so koksalne žleze, ki se odpirajo na prvih členih tretjega para nog.

## Življenjski krog
Oploditev je zunanja. Različne skupine paščipalcev izkazujejo različno zapletene oblike spolnega vedenja, iz česar lahko sklepamo na evolucijo posrednega prenosa sperme s spermatoforom pri pajkovcih. Pri najenostavnejši obliki samec zgolj prilepi pecljat spermatofor na tla. Ko pride samica po naključju dovolj blizu, ga zazna po kemičnih snoveh in ga pobere s svojo spolno odprtino. »Naprednejše« vrste izvajajo vedenje, ki poveča verjetnost da bo samica našla in pobrala spermatofor. Nekateri razpletejo okoli njega svilene niti, ki vodijo samico (svilne žleze imajo na koncih klešč). Drugi zgrabijo samico in jo sami privedejo nad spermatofor. Pri najzapletenejši obliki privabijo samico samčevi izločki. Po izvedenem ritualu dvorjenja izloči spermatofor na tla in spet fizično privede samico nad njega.
Samica nato zgradi gnezdo iz rastlinkih ostankov in svile ter izleže jajčeca, ki ostanejo pritrjena nanjo v membranasti vrečki. Odvisno od vrste se lahko razvijeta 2 do 50 ličink. V kasnejših stadijih razvoja se zarodki hranijo z izločki njenih jajčnikov. Do izleganja se dvakrat levijo. Po izleganju se levijo še dvakrat preden odrastejo, vsakič si v ta namen zgradijo gnezdo, ki je uporabno tudi za prezimovanje. Odrastejo v enem letu, živijo pa dve do pet let.

## Ekologija
Paščipalci so talne (edafske) živali, ki prebivajo v rastlinskem opadu, prsti, pod lubjem in kamni ter v mahu. Nekatere vrste uspevajo med algami in naplavinami v pasu bibavice v morju. Nekatere vrste so pogoste v človekovih bivališčih (so sinantropne), posebej v starih knjižnicah, kjer lovijo prašne uši in drug plen. Favnistično zanimive so jamske vrste.
Prehranjujejo se z drugimi majhnimi členonožci, kot so skakači in pršice, ki jih ujamejo s kleščami, nato pa omrtvičijo ali ubijejo s strupom iz pedipalpov. Prebava je, kot pri ostalih pajkovcih, zunanja.

## Taksonomija
Trenutno je opisanih okrog 3.300 vrst, ki jih združujemo v 25 družin.
- podred Epiocheirata

- Chthonioidea

- Chthoniidae (31, 605)
- †Dracochelidae – ena fosilna vrsta (devon)
- Lechytiidae (1, 22)
- Tridenchthoniidae (17, 68)

- Feaelloidea

- Feaellidae (1, 12)
- Pseudogarypidae (2, 7)

- podred Iocheirata

- infrared Hemictenata

- Neobisioidea

- Bochicidae (10, 38)
- Gymnobisiidae (4, 11)
- Hyidae (3, 9)
- Ideoroncidae (9, 53)
- Neobisiidae (34, 498)
- Parahyidae (1, 1)
- Syarinidae (16, 93)

- infrared Panctenata

- skupina Elassommatina

- Cheliferoidea (224, 1261)

- Atemnidae (19, 172)
- Cheliferidae (59, 292)
- Chernetidae (112, 643)
- Withiidae (34, 154)

- Sternophoroidea

- Sternophoridae (3, 20)

- skupina Mestommatina

- Garypoidea

- Cheiridiidae (6, 69)
- Garypidae (10, 74)
- Geogarypidae (3, 61)
- Larcidae (2,13)
- Pseudochiridiidae (2, 12)

- Olpioidea

- Menthidae (4, 8)
- Olpiidae (53, 329)

- incertae sedis

- Megathis Stecker, 1875 (dvomljivo ime, 2 vrsti)

V oklepajih so števila rodov in vrst znotraj posamezne družine.
V Sloveniji po do zdaj zbranih podatkih živijo predstavniki petih družin, najpogostejši je knjižni paščipalec (Chelifer cancroides). Precej vrst je endemnih.